# 1982 v loďstvech
Tento článek obsahuje významné události v oblasti loďstev v roce 1982.

## Události
2. dubna
- Argentinské námořnictvo, za podpory armády, provedlo invazi na Falklandy – začala válka o Falklandy.

25. dubna
- Argentinská ponorka ARA Santa Fe byla u Jižní Georgie napadena britskými vrtulníky Wessex HAS.3, Wasp HAS.1 a Lynx HAS.2 z torpédoborce HMS Antrim, fregat HMS Brilliant a HMS Plymouth a hlídkového ledoborce HMS Endurance. Poškozená ponorka se vrátila do Grytvikenu, kde se následně potopila. Stejného dne argentinská posádka v Grytvikenu kapitulovala.

2. května
- Argentinský křižník ARA General Belgrano byl potopen britskou ponorkou HMS Conqueror.

3. května
- Argentinský remorkér ARA Alférez Sobral byl přibližně 60 námořních mil (~ 111 km) severně od Falkland napaden vrtulníky Lynx HAS.Mk.2/3 z torpédoborců HMS Coventry a HMS Glasgow. Remorkér pátral v oblasti po posádce sestřelené Canberry (B-110). Po zásahu nejméně dvěma raketami Sea Skua se remorkér z oblasti stáhl a s osmi mrtvými (včetně kapitána) a osmi raněnými, za asistence civilního trawleru María Alejandra, 5. května doplul do Puerto Deseado.

4. května
- Dvojice argentinských námořních letounů Super Étendard vypustila dvě protilodní střely AM.39 Exocet na plavidla britské předsunuté protiletecké skupiny. Torpédoborec HMS Sheffield byl zasažen jednou střelou, která způsobila rozsáhlý požár. Potopil se 10. května.

## Lodě vstoupivší do služby
- 28. ledna –  Rana (D 52) – torpédoborec třídy Rajput[1]

- 30. ledna –  USS Boston (SSN-703) – ponorka třídy Los Angeles[2]

- 6. března –  USS Atlanta (SSN-712) – ponorka třídy Los Angeles[3]

- 13. března –  USS Chandler (DDG-996) – torpédoborec třídy Kidd

- 2. dubna –  Peter Tordenskiold (F 356) – fregata třídy Niels Juel[4]

- 7. května –  Bremen (F 207) – fregata stejnojmenné třídy

- 7. června –  Maestrale (F570) – fregata třídy Maestrale

- 13. března –  USS Carl Vinson (CVN-70) – letadlová loď třídy Nimitz

- 28. dubna –  Commandant Blaison (F 793) – fregata třídy D'Estienne d'Orves

- 30. dubna –  General Salóm (F-25) – fregata třídy Lupo

- 28. května –  Montcalm (D 642) – torpédoborec třídy Georges Leygues

- 20. června –  HMS Illustrious (R06) – letadlová loď třídy Invincible

- 2. července –  HMS Brazen (F91) – fregata Typu 22 Broadsword

- 9. července –  HMS Liverpool (D92) – torpédoborec Typu 42 Sheffield

- 24. července –  USS Baltimore (SSN-704) – ponorka třídy Los Angeles[5]

- 30. července –  Almirante García (F-26) – fregata třídy Lupo

- 7. srpna  Dhofar (B10) – raketový člun stejnojmenné třídy

- 11. září –  USS Michigan (SSBN-727) – ponorka třídy Ohio[6]

- 25. září –  USS Houston (SSN-713) – ponorka třídy Los Angeles[7]

- 10. října –  Enseigne de vaisseau Jacoubet (F 794) – fregata třídy D'Estienne d'Orves

- 15. října –  Niedersachsen (F 208) – fregata třídy Bremen

- 16. prosince –  HMS Manchester (D95) – torpédoborec Typu 42 Sheffield